# Marieberg, Karlstad
Marieberg är en stadsdel i Karlstad.
Marieberg var ursprungligen namnet på Mariebergs herrgård, uppförd 1826–28. På herrgårdens ägor började Värmlands museum efter 1920 uppföra ett friluftsmuseum, Mariebergsskogen, efter Skansenmodell med äldre byggnader från olika delar av Värmland. 1943 uppfördes en stor friluftsteater i området, och området fick alltmer karaktär av folkpark. 1959 övertogs Marieberg av Karlstads stad.